# Dainville-Bertheléville
Dainville-Bertheléville település Franciaországban, Meuse megyében. Lakosainak száma 121 fő (2022. január 1.). Dainville-Bertheléville Lezéville, Chassey-Beaupré, Gondrecourt-le-Château, Horville-en-Ornois, Vaudeville-le-Haut, Avranville és Grand községekkel határos.

## Népesség
A település népességének változása:
| Lakosok száma | 305  | 152  | 138  | 154  | 147  | 122  | 116  | 121  | 123  | 121  |
|               | 1968 | 1982 | 1990 | 2006 | 2013 | 2015 | 2017 | 2019 | 2020 | 2022 |